# Scarabaeus obsoletepunctatus
Scarabaeus obsoletepunctatus là một loài bọ cánh cứng trong họ Bọ hung (Scarabaeidae).